# Чейз, Трудди
Трудди Чейз (англ. Truddi Chase, 13 июня 1935 или 13 июня 1939, Honeoye Falls, Нью-Йорк — 10 марта 2010, Лорел, Мэриленд) — американская писательница. Она наиболее известна благодаря книге Когда воет кролик (1987), автобиографии о её жизни с диагнозом «диссоциативное расстройство идентичности».

## Жизнь
Согласно её личным показаниям, Трудди Чейз родилась в усадьбе близ Ганиой-Фоллс, штат Нью-Йорк, и выросла в квартире в том же городе. В автобиографии и многочисленных интервью Чейз рассказывала, что в детстве и подростковом возрасте неоднократно подвергалась жестокому сексуальному и физическому насилию со стороны отчима, а также побоям и пренебрежению со стороны матери. По её словам, она всегда помнила, что притязания и издевательства происходили с двухлетнего возраста, но не могла сосредоточиться на деталях до начала терапии. Согласно её автобиографии, Трудди Чейз не было её настоящим именем при рождении. В возрасте 16 лет она убежала из семьи, где над ней издевались, и сменила имя на «Трудди Чейз», чтобы родители не разыскали её. В интервью «Chicago Tribune» Трудди Чейз описала, как её другие личности оставались «спящими», пока стрессы в её среднем возрасте не вызвали сильную тревогу, которая в конце концов распутала все её части. В 1979 году Трудди Чейз впервые столкнулась с другой своей идентичностью. Она описала взаимодействие между многими персонажами своей личности, а также взаимодействие между её идентичностями с её физическим телом. Именно во время сеансов с гипнотерапевтом, доктором Робертом Филлипсом, она обнаружила, что имеет 92 идентичности.
Чейз решила не интегрировать свои идентичности в одно целое, а вместо этого принять свои части в команду, которая сотрудничает. В своей книге она описывает, как выступала перед осуждёнными педофилами, чтобы пояснить свою историю насилия и предупредить об психологическом опустошении, которое насилие над детьми причиняет своим жертвам.
В 1987 году Чейз опубликовала автобиографию Когда воет кролик (англ. When Rabbit Howls), которая была написана с точки зрения её многих личностей. Она начинается с вступления от её терапевта, доктора-психолога Роберта Филлипса, а потом представляет опыт Трудди Чейз с её 92 личностями.
Во время презентации книги 21 марта 1990 года на Шоу Опры Уинфри, Чейз обсуждала свою жизнь с ведущей Опрой Уинфри, в том числе свои 92 разные личности. Её повествование о своей жизни расстроило Уинфри до слёз. Ведущая сказала Чейз: «Я прошла весь путь к правде для себя, а также смогла намного легче понять её, что случается, когда ты открываешься». Чейз также заявила, что репортер «Washington Post» разыскал её семью, включая отчима, который отрицал насилие над Чейз, но другие члены семьи Чейз подтвердили её рассказ.
В 1990 году книга была адаптирована в двухсерийный мини-сериал ABC под названием Голоса внутри: жизнь Трудди Чейз, главную роль в котором сыграла Шелли Лонг.
Трудди Чейз умерла 10 марта 2010 года в своём доме в Лореле, штат Мэриленд в возрасте 74 лет.

## В СМИ
Писатель Грант Моррисон вдохновлялся первыми мемуарами Чейз, когда стал соавтором супергероини комиксов DC Comics — Сумасшедшей Джейн, которая впервые появилась в серии комиксов «Роковой патруль» в 1989 году, а затем была экранизирована в телесериале, в котором Джейн сыграла Дайан Герреро.